# Honda XR500

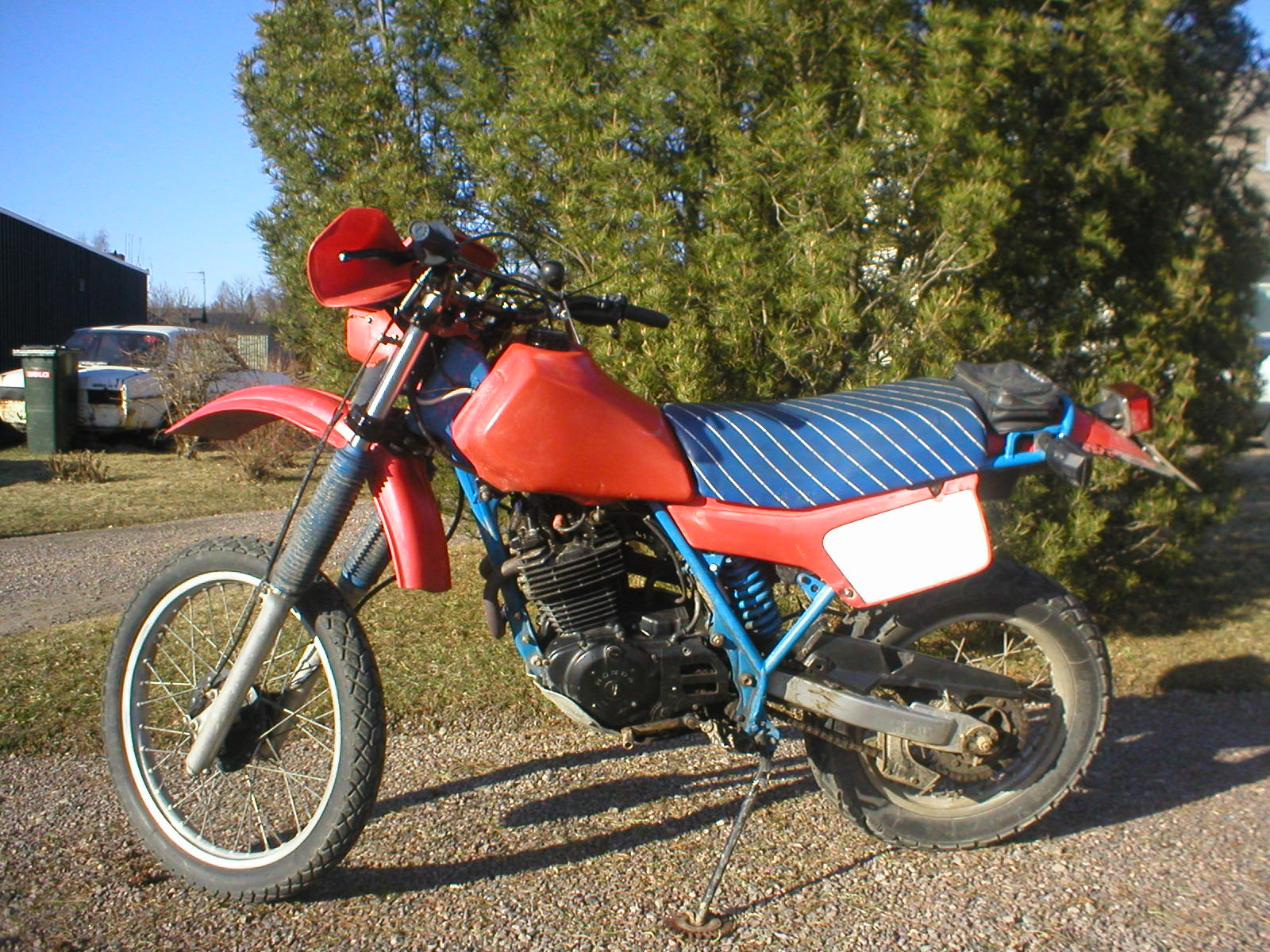
1982 XR500R

Honda XR500 är en motorcykel tillverkad av Honda.
Modellen XR500R var i huvudsak avsedd för off-roadåkning. Det fanns även en modell som hette XL500 och var mer avsedd för gatbruk.
XR500 kom ut mellan åren 1979-1984 och ersattes av Honda XR600R.